# Imi N'Fast
Imi N'Fast är en kommun i Marocko.   Den ligger i provinsen Sidi Ifni och regionen Guelmim-Oued Noun, 600 km sydväst om huvudstaden Rabat. Antalet invånare är 2 741.